# Mazzano Romano
Mazzano Romano település Olaszországban, Lazio régióban, Róma megyében. Lakosainak száma 2948 fő (2023. január 1.). Mazzano Romano Campagnano di Roma, Castel Sant'Elia, Faleria, Magliano Romano, Calcata és Nepi községekkel határos.

## Népesség
A település lakossága az elmúlt években az alábbi módon változott:
| Lakosok száma | 3135 | 3119 | 2948 |
|               | 2017 | 2018 | 2023 |